# De eindafrekening 1991
De eindafrekening 1991 is de lijst van nummers die het tijdens het jaar 1991 het best hebben gedaan in De Afrekening, de wekelijkse lijst van Studio Brussel.
| Plaats | Artiest                    | Songtitel                        |
| ------ | -------------------------- | -------------------------------- |
| 1      | R.E.M.                     | Losing my religion               |
| 2      | R.E.M. & Kate Pierson      | Shiny happy people               |
| 3      | Pixies                     | Planet of sound                  |
| 4      | Extreme                    | More than words                  |
| 5      | This Mortal Coil           | You and your sister              |
| 6      | Raymond van het Groenewoud | Liefde voor muziek               |
| 7      | Gorki                      | Lieve kleine piranha             |
| 8      | Bryan Adams                | Everything i do, i do it for you |
| 9      | Lenny Kravitz              | Always on the run                |
| 10     | Dire Straits               | Calling Elvis                    |
| 11     | The Scabs                  | Don’t you know                   |
| 12     | Tröckener Kecks            | In tranen                        |
| 13     | R.E.M.                     | Near wild heaven                 |
| 14     | U2                         | The fly                          |
| 15     | Nirvana                    | Smells like teen spirit          |
| 16     | The Scene                  | Iedereen is van de wereld        |
| 17     | Rolling Stones             | Highwire                         |
| 18     | Chris Isaak                | Wicked game                      |
| 19     | Pixies                     | Letter to memphis                |
| 20     | Prince                     | Cream                            |
| 21     | Stone Roses                | I wanna be adored                |
| 22     | Billy Bragg                | Sexuality                        |
| 23     | Smithereens                | Top of the pops                  |
| 24     | Morrissey                  | Pregnant for the last time       |
| 25     | Elvis Costello             | The other side of summer         |
| 26     | R.E.M.                     | I walked with a zombie           |
| 27     | The Waterboys              | A man is in love                 |
| 28     | Crowded House              | Fall at your feet                |
| 29     | Mama’s Jasje               | Zo ver weg                       |
| 30     | The Wolfbanes              | Miles away from here             |

1985 · 1986 · 1987 · 1988 · 1989 · 1990 · 1991 · 1992 · 1993 · 1994 · 1995 · 1996 · 1997 · 1998 · 1999 · 2000 · 2001 · 2002 · 2003 · 2004 · 2005 · 2006 · 2007 · 2008 · 2009 · 2010 · 2011 · 2012 · 2013 · 2014